# Еталон Т121
Еталóн Т121 «Барвíнок» — низькопідлоговий тролейбус, що серійно випускається на Чернігівському автозаводі з 2014 року. Тролейбус розроблений на основі тролейбуса БКМ-321 з використанням зовнішнього оздоблення автобуса БАЗ-А11110 «Ромашка».

## Технічні характеристики
Місткість тролейбуса становить 105 чоловік, у тому числі 31 сидячих. Тролейбус обладнано несучим кузовом вагонної компоновки. Тролейбус оснащений асинхронним двигуном ДТА-1У1 і системою керування ЕПРОТЭТ-180-2. Підвіска передніх коліс — незалежна пневматична, задніх — залежна, пневматична. Тролейбус має платформу для заїзду людей з інвалідністю.
У травні 2016 року Еталон Т12110 «Барвінок» отримав систему автономного ходу, за допомогою якої тролейбус може самостійно подолати 1 км.
Остання партія тролейбусів оснащена електродвигунами АД903 У1 виробництва харківського заводу «Електроважмаш».
Наприкінці 2023 року в Чернігові розпочались випробування тролейбусу нової модифікації Еталон Т12220 з автономним ходом. Ця модифікація вперше була представлена ще у 2020 році, але до повноцінного виробництва справа дійшла лише у 2023 році. Навідміну від попередньої моделі, в Еталоні Т12220 з'явився автономний хід, оновлено салон та зовнішній вигляд.
Угоду з ТОВ «Еталон-Лізинг» на поставку було укладено наприкінці листопада 2023 року. Згідно неї до 31 липня 2024 року компанія має поставити 4 таких тролейбуси. Вартість тролейбусу складає ₴ 13,375 млн, а загальна вартість договору ₴ 53,5 млн..

## Експлуатація
1 жовтня 2014 року два тролейбуси Еталон Т12110 «Барвінок» вийшли на тролейбусний маршрут № 4 «Автозавод — Хімволокно» в Чернігові.
24 грудня 2016 року Чернігів отримав партію з 10 нових тролейбусів Еталон Т12110 «Барвінок». Сума контракту становила 38,94 млн гривень. Тролейбусами можуть користуватися люди з фізичними вадами. У салоні 2 звичайні і 2 USB-розетки та Wi-Fi.
У жовтні 2017 року КП «Чернігівське тролейбусне управління» отримало п'ять нових «Барвінків». Загальна кількість тролейбусів даної моделі у Чернігові на кінець 2017 року складає 17 одиниць.
7 березня 2018 року Слов'янськ підписав контракт на поставку одного тролейбуса. За контрактом тролейбус має надійти на підприємство до 1 серпня 2018 року. Це перша поставка тролейбусів цієї моделі за межі Чернігова. 21 квітня 2018 року до КП «Слов'янське тролейбусне управління» надійшов перший тролейбус Еталон Т12110 «Барвінок». 23 травня 2018 року надійшов другий тролейбус.
26 березня 2018 року в тендері на поставку чотирьох нових тролейбусів для міста Суми перемогу отримала компанія «Еталон-Лізинг» — дилер Чернігівського автозаводу, у результаті чого до міста надійшли 4 тролейбуси Еталон Т12110 «Барвінок».
У 2018—2020 роках Чернігів отримав ще 12 одиниць Еталон Т12110 «Барвінок».

## Галерея

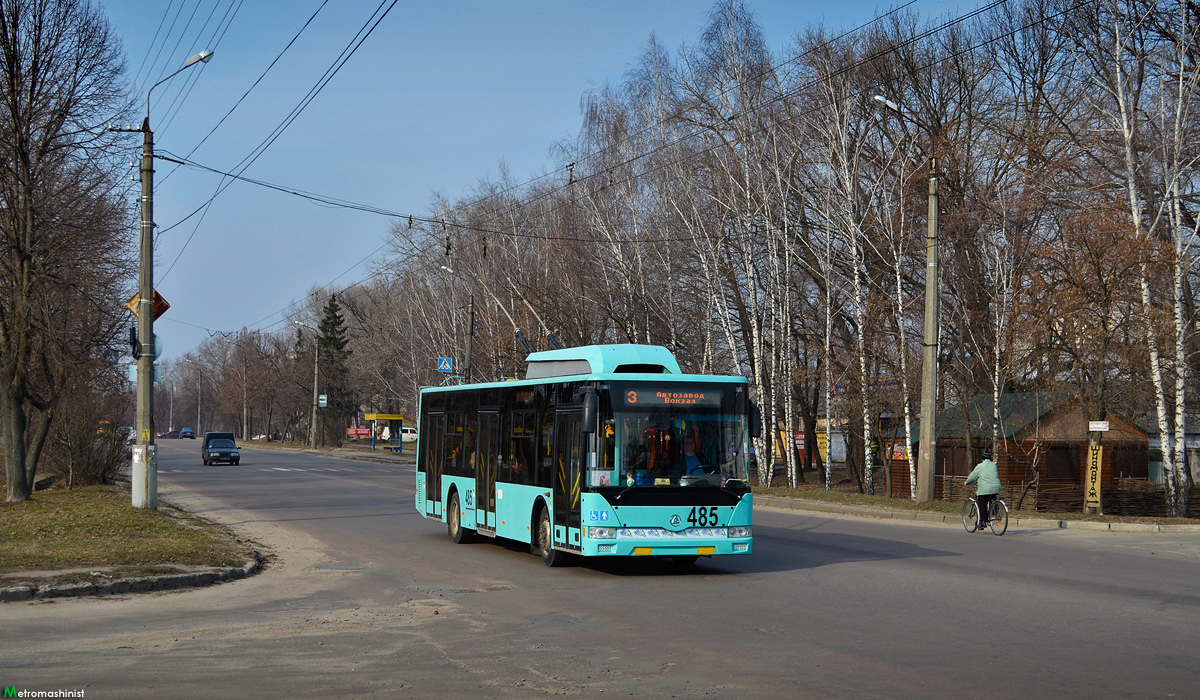
Перший «Барвінок» на чернігівському маршруті № 3
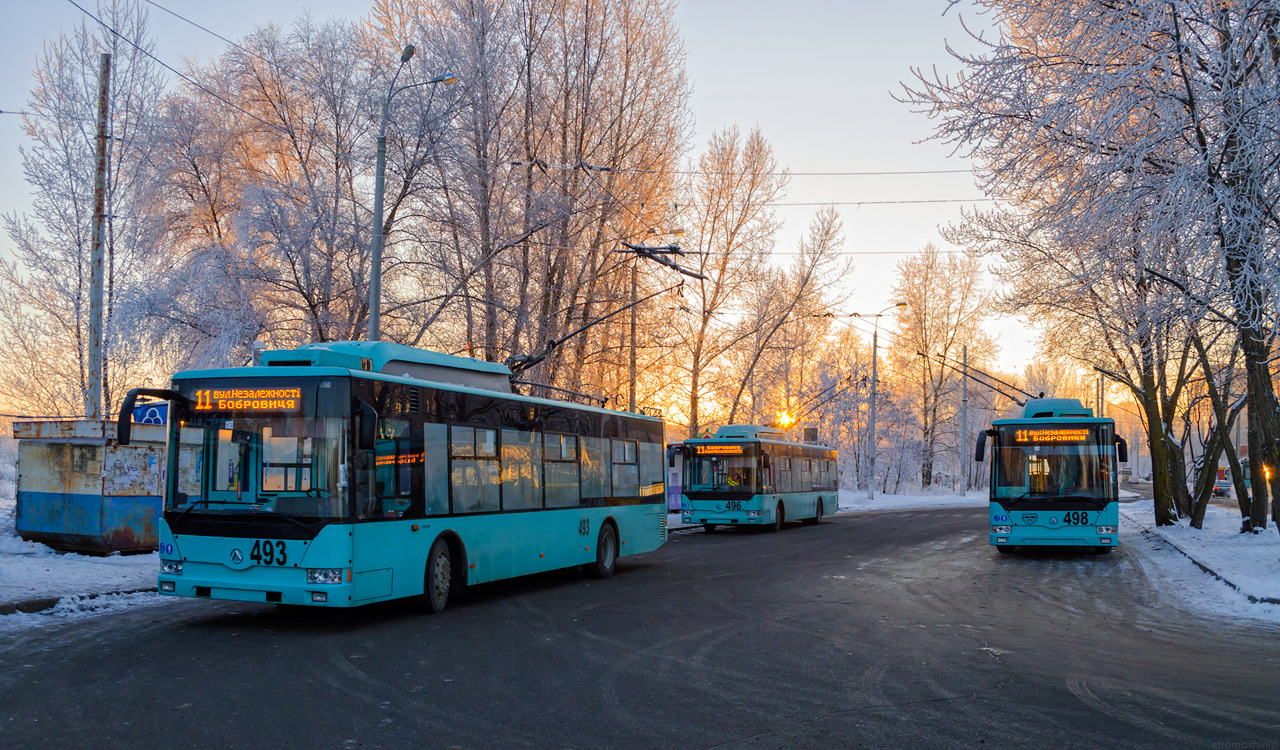
«Барвінки» на кінцевій зупинці «Вулиця Незалежності» у Чернігові
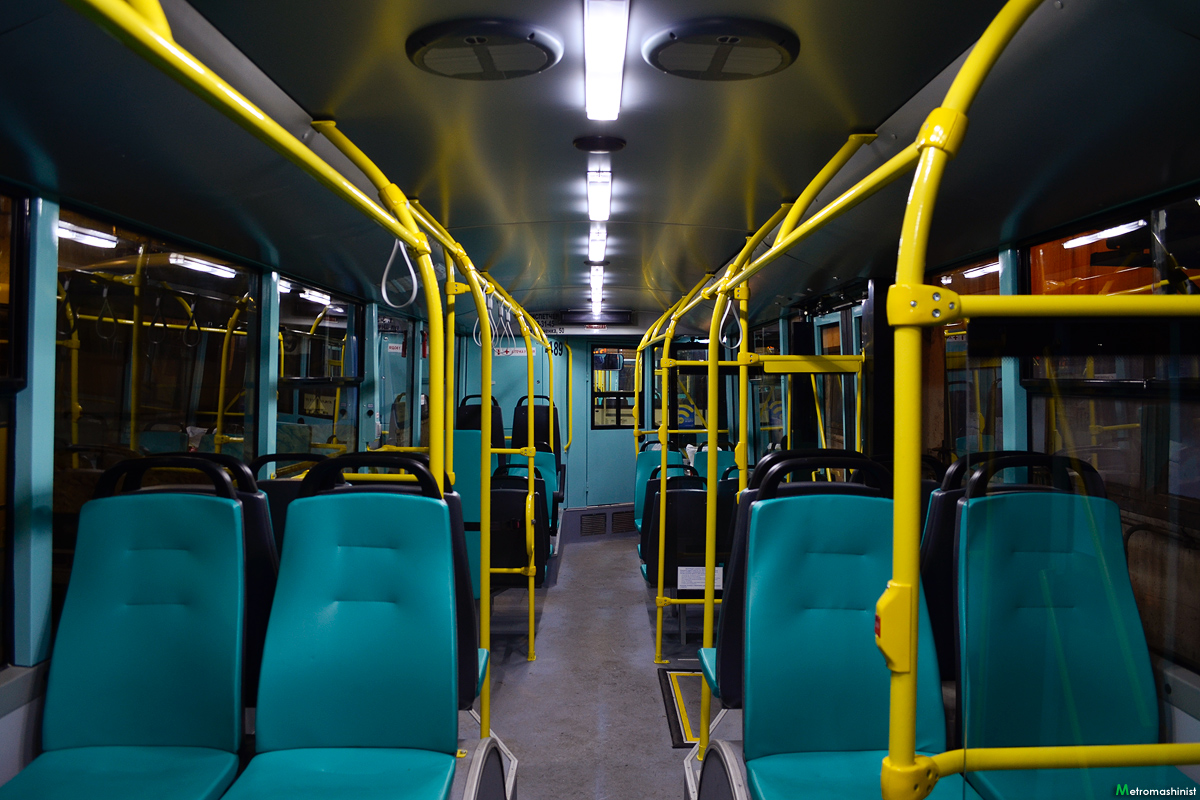
Пасажирський салон
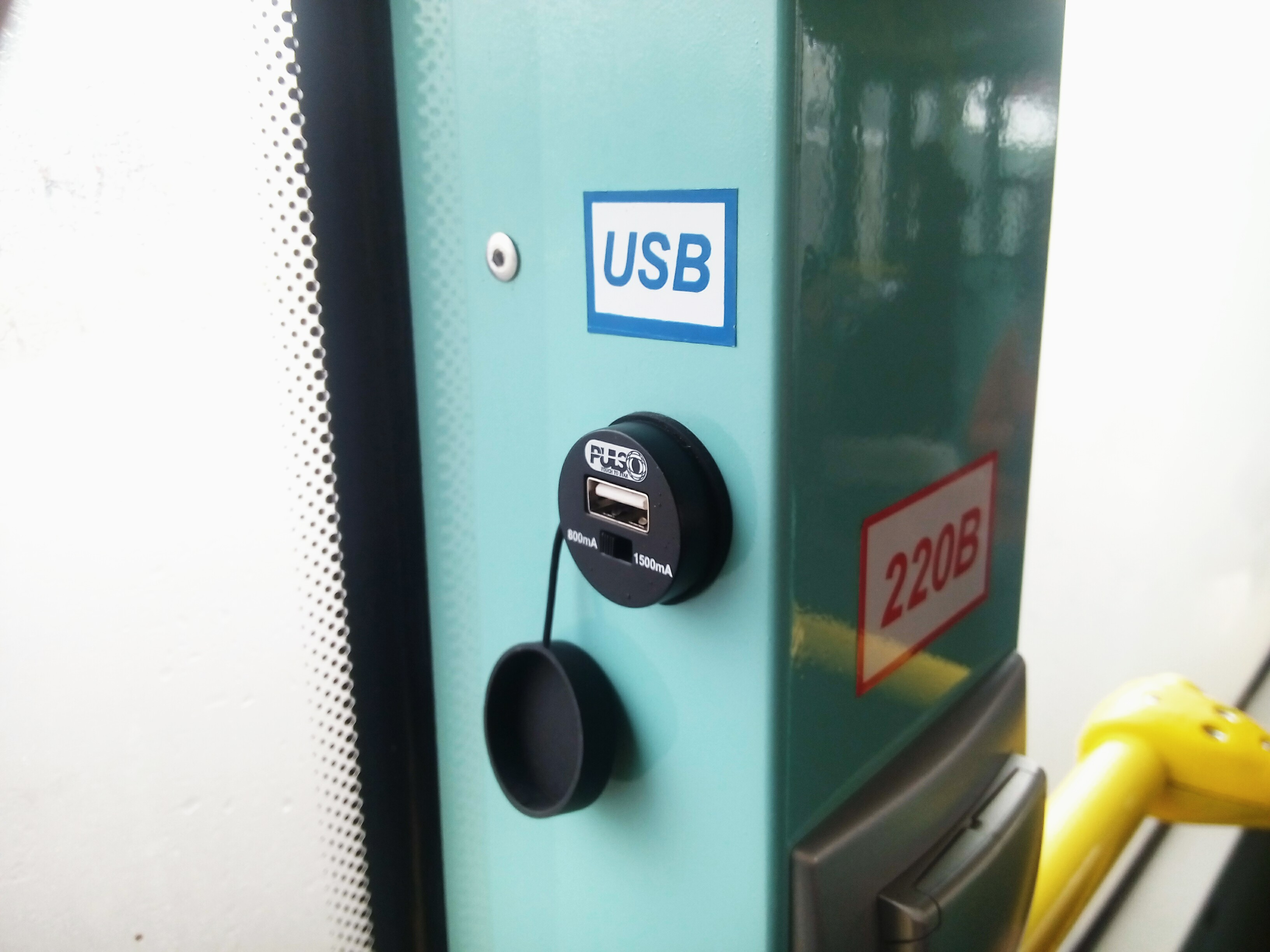
Розетка на 220 В та USB-порт
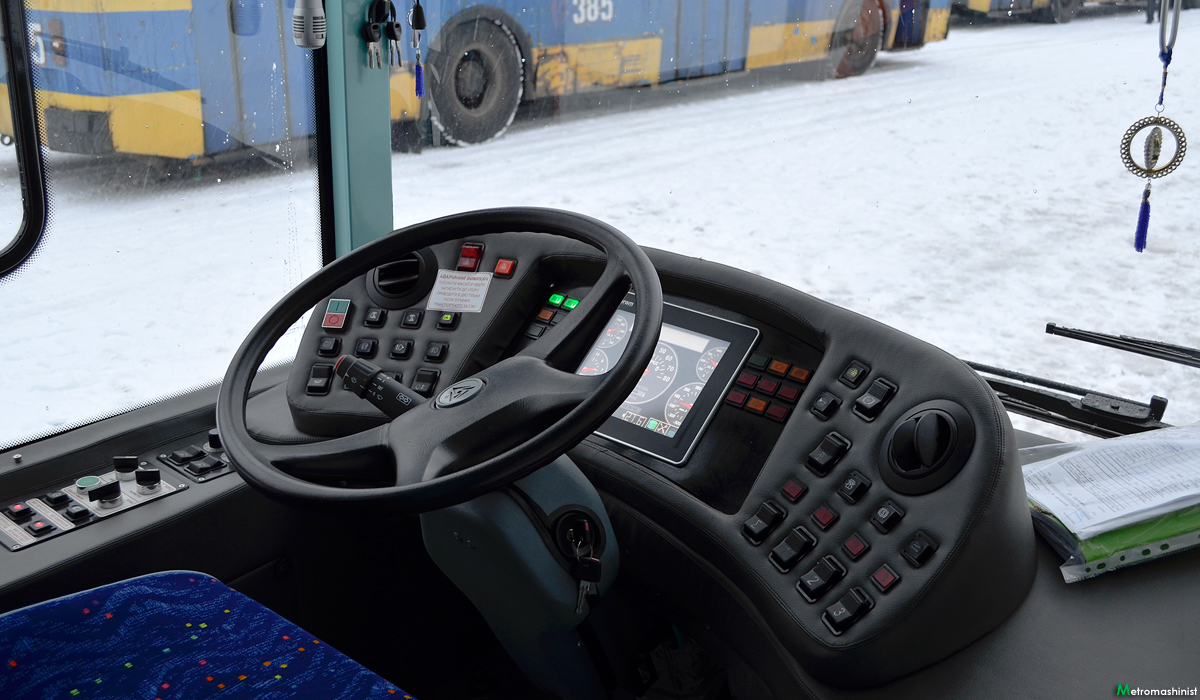
Робоче місце водія
«Барвінок» (№ 163) на проспекті імені Михайла Лушпи, маршрут № 5 у місті Суми

## Схожі моделі
- Богдан Т701
- ЛАЗ Е183
- Електрон Т19